# 雷托·格奇
雷托·格奇（德語：Reto Götschi，1965年12月25日—），瑞士前男子雪车运动员。他曾代表瑞士参加1994年和1998年冬季奥林匹克运动会雪车比赛，其中1994年冬季奥运会获得一枚银牌。